# Hungry Sally & Other Killer Lullabies
Hungry Sally & Other Killer Lullabies – album studyjny rockowej grupy Tito & Tarantula wydany w roku 1999. Album zawiera również "ukryty utwór" "Crucified" (długość – 10:39).

## Lista utworów
1. "Bleeding Roses" (Peter Atanasoff, Tito Larriva, Jennifer Condos, Lyn Bertles, Nick Vincent) – 5:48
2. "When You Cry" (Atanasoff, Larriva, Condos, Johnny "Vatos" Hernandez, Petra Haden) – 5:55
3. "Love in My Blood" (Atanasoff, Larriva, Condos, Bertles, Vincent) – 3:57
4. "Slow Dream" (Atanasoff, Larriva, Condos, Bertles, Vincent, Hernandez) – 4:20
5. "Hungry Sally" (Atanasoff, Larriva, Condos, Hernandez, Haden) – 5:46
6. "My German Fräulein" (Atanasoff, Larriva, Condos, Bertles, Vincent, Hernandez) – 4:26
7. "Betcha Can't Play" (Atanasoff, Larriva, Condos, Hernandez, Haden) – 1:34
8. "Clumsy Beautiful World" (Atanasoff, Larriva, Condos, Hernandez, Haden) – 3:44
9. "Devil's in Love" (Atanasoff, Larriva, Condos, Hernandez, Haden) – 4:06
10. "Woke up Blind" (Atanasoff, Larriva, Condos, Hernandez, Haden) – 10:51
11. "Pieces of Time (All in a Line)" (Atanasoff, Larriva, Condos) – 5:12

## Twórcy
- Peter Atanasoff – gitara prowadząca, wokal wspierający
- Tito Larriva – gitara rytmiczna, wokal, flet prosty, pianino
- Jennifer Condos – gitara basowa, wokal
- Johnny "Vatos" Hernandez – perkusja, bębny, wokal